# Filipe (apóstolo)
Filipe, o Apóstolo (em grego: Φίλιππος, translit.: Phílippos; Betsaida c. 5 - c. 80) é mencionado no Novo Testamento como um dos doze apóstolos de Cristo e mártir. Diz a tradição, através de Eusébio de Cesareia, que era casado, tinha duas filhas e teria realizado muitos milagres, inclusive revivido um defunto em Hierápolis, onde teria sido martirizado por crucificação e apedrejamento segundo o apócrifo Atos de Filipe, livro que também registra a obra missionária do apóstolo em terras da Grécia, Síria e Frígia. Foi constantemente confundido com Filipe, o Evangelista, o diácono que evangelizava Samaria, de acordo com a história relatada nos Atos dos Apóstolos, o que levou as biografias dos dois personagens bíblicos terem sido erroneamente ligadas na criação de lendas.
Foi descoberto em 1945 entre os manuscritos da Biblioteca de Nague Hamadi um texto gnóstico, com sua escrita datada entre os séculos II e III, falsamente atribuído ao apóstolo, que viria a ser conhecido como Evangelho de Filipe.
Sua data de celebração pelo Martirológio Romano, que era em primeiro de maio, caía no mesmo dia da festa de Tiago Menor, que é o aniversário da igreja dedicada a eles em Roma, a atual Basílica dos Santos Doze Apóstolos. Atualmente sua celebração na Igreja Católica Romana é feita no dia três de maio, porém igrejas anglicanas, luteranas e veterocatólicas ainda o fazem no dia primeiro de maio. A Igreja Ortodoxa o comemora no dia 14 de novembro. Entre a Ortodoxia Oriental, os armênios o comemoram no dia 17 de novembro, os coptas, no dia seguinte.

## Narrativas do Evangelho
O Novo Testamento menciona poucas vezes o nome de Filipe, fora do Evangelho de João ele só é mencionado nas listas dos apóstolos, três vezes em cada um dos outros evangelhos e uma vez no livro dos Atos dos Apóstolos, aparecendo sempre como o quinto apóstolo das listas.

### No Evangelho segundo João
João escreve sobre Filipe pela primeira vez no primeiro capítulo de seu evangelho, quando narra o seu encontro com Cristo, no dia seguinte após Jesus ter conhecido os irmãos André e Pedro. Cristo encontrou Filipe e o chamou para segui-Lo, logo após, o apóstolo comunicou a Natanael de que tinha conhecido o messias. Antes de realizar o milagre da multiplicação dos pães e peixes, Cristo pergunta a Filipe onde comprariam pão para alimentar toda a multidão que ali estava, com a finalidade de testá-lo, ao que Filipe respondeu: "Duzentos dinheiros de pão não lhes bastarão, para que cada um deles tome um pouco".
Para os gregos que desejavam se aproximar de Jesus, Filipe, que também tem um nome de origem grega e provavelmente falava grego, atuava como um tipo de  mediador. Nos discursos de despedida de Jesus, Filipe não consegue entender como Deus pode ser visto e pede a Jesus que o revele aos discípulos. No geral, João apresenta Filipe como um discípulo que, mesmo sem compreender tudo, consegue conduzir pessoas à fé.

## Suposto túmulo

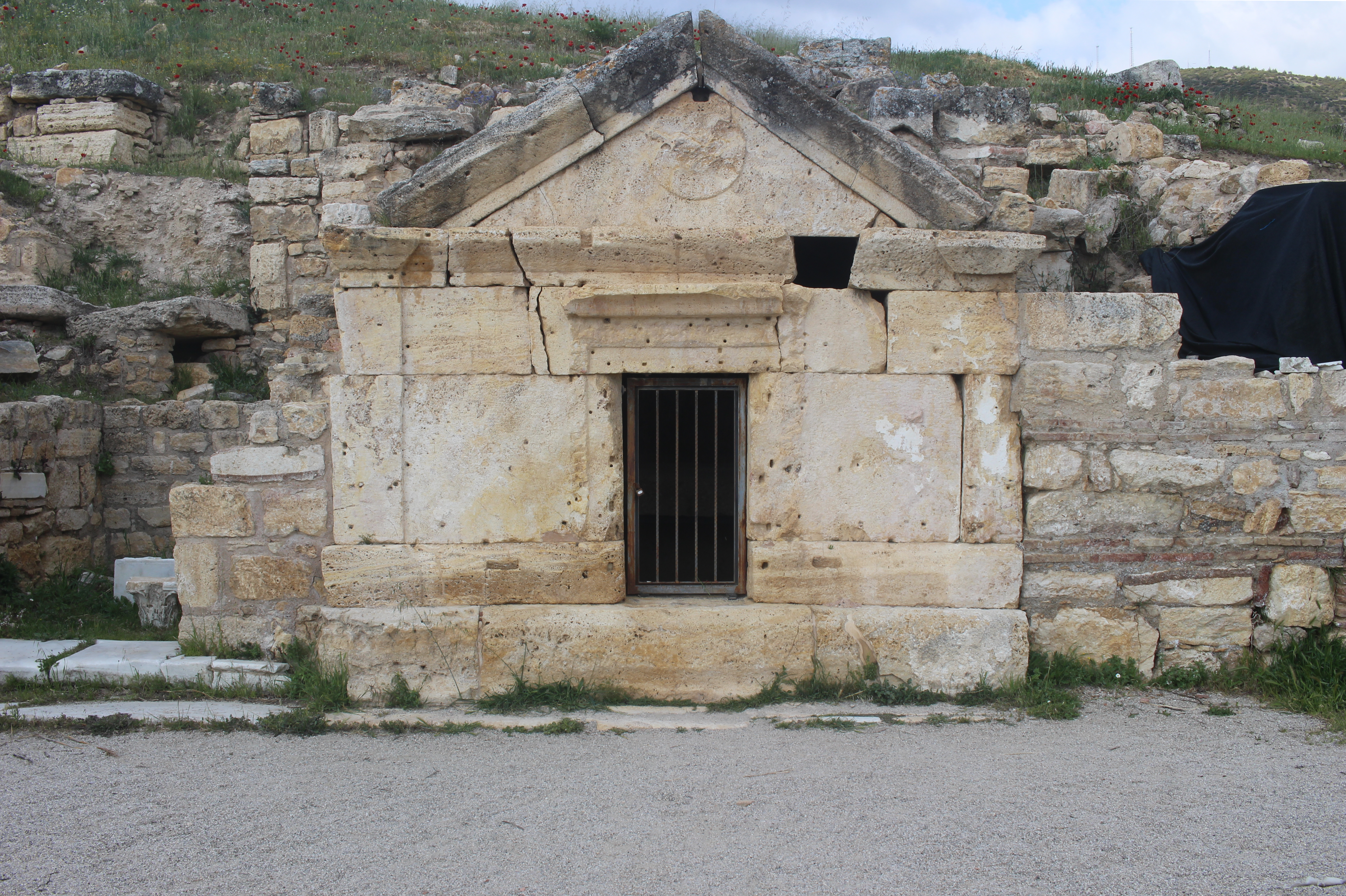
Suposta tumba do apóstolo, em Hierápolis

Em 2011, o arqueólogo italiano Francesco D'Andria anunciou a descoberta do que acredita ser o túmulo original de Filipe, encontrado durante escavações na antiga cidade de Hierápolis, perto da atual cidade turca de Denizli. O túmulo, datado do século I e sem relíquias, estava situado no coração de uma basílica de construída entre os séculos IV e V, chamada Igreja do Sepulcro. Este local era o centro de um complexo de peregrinação antiga dedicado a Filipe. Inscrições em grego antigo foram gravadas nas paredes do túmulo e da igreja, venerando Filipe, o Apóstolo. É suposto que este foi um local de intensa devoção por séculos, com os pisos de mármore da Igreja do Sepulcro de Filipe desgastados pelo grande número de peregrinos que a visitaram.